# 尽誠学園高等学校
尽誠学園高等学校（じんせいがくえんこうとうがっこう）は、香川県善通寺市生野町に所在する私立高等学校である。
通称「尽誠（じんせい）」。経営は学校法人尽誠学園。

## 概略
1884年に大久保彦三郎が創立した。元々は男子部と女子部に分かれており、女子部は1989年に香川短期大学附属女子高等学校として分離し（敷地は同じ）男子校となったが、1998年に再び香川短期大学附属女子高等学校を吸収し、共学となった。
部活動では、バスケットボール部、ソフトテニス部、卓球部、陸上部などが全国大会に出場している。また、野球部もプロ選手を多く輩出している。学業面では特進コース開設以降、大学への進学率も上昇している。制服は男女ともブレザー。1989年春の選抜高等学校野球大会出場当時の制服は男子が金ボタン5個仕様黒詰襟学生服（標準型学生服）、女子は青のブレザーと白いブラウスに青いネクタイだった。

## 沿革
- 1884年 - 忠誠塾創立
- 1920年 - 尽誠中学校に改称
- 1948年 - 尽誠学園高等学校に改称
- 1964年 - 女子部に普通科設置
- 1966年 - 女子部に衛生看護科設置。学園食堂完成
- 1972年 - 男子部普通科に進学・教養・体育の3コース設置。女子部普通科に進学・事務・音楽の3コース設置
- 1989年 - 女子部を香川短期大学附属女子高等学校として分離
- 1998年 - 香川短期大学附属女子高等学校の改称移転（香川誠陵高等学校となる）に伴い女子部を再開
- 2000年 - 男子部・女子部を統合し、共学化
- 2014年 - 新校舎竣工

## 設置課程
- 全日制
  - 普通科（特別進学コース・進学コース・アビリティコース・アスリートコース）
  - 衛生看護科

## 学校行事
- 誠華祭（文化祭）
- 体育祭
- 修学旅行（2年時）

## 部活動
- ソフトテニス部
  - 全日本高等学校選抜ソフトテニス大会：団体優勝（男子5回 / 女子2回）
  - 全国高等学校総合体育大会：団体優勝（男子6回 / 女子1回）
- バスケットボール部
  - 全国高等学校総合体育大会：出場15回
  - 全国高等学校バスケットボール選手権大会（旧選抜優勝大会）：出場16回（準優勝 / 第42回大会・第43回大会）
- 硬式野球部（男子）
  - 選抜高等学校野球大会：出場7回（成績詳細）
  - 全国高等学校野球選手権大会：出場11回（成績詳細）
  - 明治神宮野球大会高校の部：出場4回（成績詳細）
- 硬式野球部（女子）
- 陸上部
  - 全国高等学校駅伝競走大会：男子出場31回（最高9位）
- サッカー部（男子）
  - 全国高等学校サッカー選手権大会：出場1回
  - 全国高等学校総合体育大会：出場2回
  - 天皇杯：出場1回
- サッカー部（女子）
- 卓球部
- 銃剣道部
- 剣道部
  - 全国高等学校剣道大会：出場5回
- 柔道部
- バレーボール部
- ダンス
- eスポーツ
- 応援部

## 寮
- 青雲寮
- 五岳寮
- 白梅寮（女子）
- 立志寮（野球部）

## 系列学校
- 香川誠陵中学校 - 尽誠中学校（1968年休校）を1995年に名称変更し高松市鬼無町へ移転[2]。
- 香川誠陵高等学校 - 香川短期大学附属女子高等学校を1998年に名称変更し高松市鬼無町へ移転[3]。
- 香川短期大学
- 香川短期大学附属幼稚園
- 香川看護専門学校

## 最寄駅
- 四国旅客鉄道土讃線 善通寺駅
- 琴参バス 尽誠学園前 停留所

## 出身者

### 野球
- 青井要
- 田中実
- 伊良部秀輝
- 佐伯貴弘
- 宮地克彦
- 谷佳知
- 田中聡
- 大沼幸二
- 木村昇吾
- 田中浩康
- 小瀬浩之
- 白川大輔
- 土肥星也

### ソフトテニス
- 小林奈央
- 玉井俊充
- 高月拓磨

### バスケットボール
- 山下和樹
- 橋本尚明
- 笠井康平
- 渡邊雄太[4]
- 上田隼輔

### 陸上競技
- 上田誠仁 - 山梨学院大学陸上競技部監督
- 三津谷祐 - 陸上競技選手（長距離）

### 格闘技
- 元谷金次郎 - 柔道家
- 内藤征弥 - 総合格闘家
- 木村吉光 - プロボクサー

### その他スポーツ
- 三原向平 - サッカー選手
- 若宮三紗子 - 卓球選手
- 合田正和 - アメリカンフットボール選手
- 筒香裕史 - スポーツ教室運営者

### 政治
- 宮下裕 - 元香川県善通寺市長、航空自衛隊航空総隊司令官、統合幕僚会議事務局長

### 芸能
- たいぞう - お笑い芸人
- 國重直也 - 俳優

## 教員
- 色摩拓也 - 教員(地歴公民)／バスケットボール部監督